# Serjania eucardia
Serjania eucardia är en kinesträdsväxtart som beskrevs av Ludwig Radlkofer. Serjania eucardia ingår i släktet Serjania och familjen kinesträdsväxter. Inga underarter finns listade i Catalogue of Life.